# Phasia heynei
Phasia heynei là một loài ruồi trong họ Tachinidae.